# 資政
資政是部分國家或地區設置的高級官銜，功能為政府首長提供政務之諮詢，並得以一定程度的參與或輔助政務。其主要由已退休之官員、或是在社會上德高望重者擔任。

## 詞源
該官銜的漢語詞係源自古代中国，例如資政大夫、資政殿大學士。

## 中華民國
在中華民國，政府於總統府下聘任資政數人，來自各專業領域、為國建言。該職与国策顾问、戰略顧問於民間雅稱為「三公」，三者皆是總統必要时请益、谘询公共政策的人士。資政一般任期为一年，均為不支薪之榮譽職務（無給職）。
依據《中華民國總統府組織法》第15條之規定，總統府資政為無給職，聘期不得逾越總統任期，人數不得逾30人。

## 新加坡
新加坡的资政分为内阁资政（Minister Mentor，原译「高级部长」）和国务资政（Senior Minister）。其中内阁资政祇设一位，由李光耀任职；李光耀因此受新加坡人尊称为李资政。资政是总理或国家領導人退職後方能擔任，是仅次于国家总统、总理之下的国家领袖。
新加坡的资政是参照中華民國的职级，赋予了“资政”新内涵，於是成為新加坡和中華民國的通用名词。

## 中華人民共和國
改革开放之初，曾經有中央顾问委员会由老干部所組成，中顾委的委员亦是当时现任的黨和國家領導們諮詢國政的重要對象。目前部分超龄退休的地方政府官员会转任资政发挥余热。

## 缅甸
国务资政是缅甸自2016年4月起设立的职务，任期与缅甸总统一样为五年，被外界视为相当于实行总统制前的缅甸总理职务，首任资政为昂山素季。